# Kasandřin sen
Kasandřin sen (v anglickém originále Cassandra's Dream) je koprodukční britsko-francouzsko-americký film z roku 2007, který napsal a režíroval Woody Allen, s Colinem Farrellem a Ewanem McGregorem v hlavních rolích bratrů, kteří musí něco obětovat, aby si mohli splnit sny.

## Děj
Britští bratři Terry a Ian z Jižního Londýna byli vychováni slabým otcem, vedoucím restaurace, a silnou matkou, která své syny učila, aby vzhlíželi ke svému strýci Howardovi, úspěšnému podnikateli. Bratři se rozhodnou koupit si plachetnici, kterou pojmenují Kasandřin sen po chrtovi, který vyhrál závod, v němž Terry vyhrál peníze na koupi lodě. Protože nevěděli nic o řecké mytologii, nevěděli nic o zlověstné minulosti tohoto jména – věštby antické věštkyně Kassandry nebyly vyslyšeny jejími blízkými. Po dni stráveném plavbou na lodi s jejich současnými přítelkyněmi narazí Ian při cestě v půjčeném autě na Angelu Starkovou, herečku, do níž se zamiluje.
Kvůli finančním problémům (Terry má problémy s gamblerstvím a Ian chce investovat do hotelů v Kalifornii, aby mohl financovat svůj nový život s Angelou) požádají bratři o pomoc strýce Howarda. Ten souhlasí s tím, že jim pomůže, ale žádá po nich něco na oplátku – musí pro něj někoho zavraždit. Přizná, že může jít do vězení kvůli obviněním Martina Burnse, obchodního partnera, který proti němu chce svědčit. Požádá tedy své synovce, aby se ho zbavili. Po počátečním odmítání bratři souhlasí.
Vytvoří si dvě pistole z kovu a dřeva, které plánují potom spálit. Při prvním pokusu o Burnsovu vraždu čekají u něj doma, ale ona nečekaně přijde s nějakou ženou. Bratři zpanikaří a odejdou a domluví se, že vraždu spáchají další den.
Při dalším pokusu se jim vražda podaří. Zbraně potom spálí. Ian pokračuje jako by se nic nestalo, ale Terry je sžírán vinou a začne pít alkohol a brát prášky. To vystraší jeho přítelkyni, která o všem řekne Ianovi a zmíní se o tom, že Terry věří, že někoho zabil. Terryho chování se vymkne kontrole, což Iana vyděsí. Poté, co se Terry bratrovi svěří, že přemýšlí o udání se policii, Ian jde k Howardovi pro radu. Společně dojdou k tomu, že pro ně neexistuje jiná alternativa než odstranit Terryho. Ian plánuje bratra otrávit při cestě na lodi. Nakonec ale Ian přijde na to, že nedokáže svého bratra zabít a zaútočí na něj v záchvatu vzteku. V nastalém chaosu Terry strčí Iana ze schodů do kajuty a tím ho zabije. Terry, který již měl sebevražedné sklony, se utopí.

## Obsazení
| Colin Farrell  | Terry           |
| Ewan McGregor  | Ian             |
| Hayley Atwell  | Angela Starková |
| Sally Hawkins  | Kate            |
| Tom Wilkinson  | strýc Howard    |
| John Benfield  | otec            |
| Clare Higgins  | matka           |
| Ashley Madekwe | Lucy            |
| Andrew Howard  | Jerry           |

## Ohlas
Kasandřin sen sklidil smíšené reakce kritiky. Server Rotten Tomatoes dává filmu na základě 115 hodnocení kritiků skóre 46 %. Server Metacritic hodnotí film 49 body ze 100 na základě 31 recenzí. Uživatelé ČSFD snímek hodnotí průměrně 73 %.